# 콜핀스키구

콜핀스키 구의 위치

콜핀스키구(러시아어: Колпинский район)는 상트페테르부르크에 위치한 행정 구역이다.
- 콜피노(Колпино)
- 메탈로스트로이(Металлострой)
- 페트로슬라뱐카(Петро-Славянка)
- 폰토니(Понтонный)
- 사표르니(Сапёрный)
- 우스티이조라(Усть-Ижора)

## 같이 보기
- 상트페테르부르크의 행정 구역